# 丹·盖布尔
丹·盖布尔（英語：Dan Gable，1948年10月25日—），生于爱荷华州，美国男子摔跤运动员。他曾代表美国参加1972年夏季奥林匹克运动会摔跤比赛，获得男子自由式68公斤级金牌。